# Metropolia veszprémska
Metropolia veszprémska – jedna z czterech metropolii Kościoła rzymskokatolickiego na Węgrzech. Składa się z metropolitalnej archidiecezji veszprémskiej i 2 diecezji: kaposvárskiej i szombathely'skiej.
W skład metropolii wchodzą obecnie:
- archidiecezja veszprémska
  - diecezja kaposvárska
  - diecezja szombathely'ska